# Осовидные пчёлы
Осовидные пчёлы (лат. Sphecodes) — род пчёл, из трибы Halictini семейства Halictidae.

## Распространение
Всесветное.
Для СССР указывалось около 70 видов.
В Казахстане 31 вид.

## Описание
Бедно опушённые, почти голые пчёлы средних размеров (около 1 см). Голова и грудь чёрные, брюшко обычно красно-коричневое (как минимум тергиты с первого по третий). Клептопаразиты других видов пчёл (Halictus, Andrena, Colletes). Самцы: клипеус чёрный, лицо с белым опушением ниже усиковых торули, вентральная поверхность члеников жгутика обычно несёт отчётливую зону сенсилл (тилоиды). Самки: лабрум с широким апикальным выступом без продольного валика; метабазитибиальная пластинка отсутствует; задние голени без корзиночки.

## Классификация
Более 300 видов.
- S. abuensis Nurse, 1903
- S. abyssinicus Sichel, 1865
- S. aeneiceps Friese, 1917
- S. aino Tsuneki, 1983
- S. akitanus Tsuneki, 1983
- S. albilabris (Fabricius, 1793)
- S. alternatus  Smith, 1853
- S. anatolicus  Warncke, 1992
- S. armeniacus  Warncke, 1992
- S. crassus  Thomson, 1870
- S. cristatus  Hagens, 1882
- S. discoverlifei Astafurova & Proshchalykin, 2020[19]
- S. engeli Astafurova & Proshchalykin, 2020 [19]
- S. ephippius  (Linné, 1767)
- S. ferruginatus  Hagens, 1882
- S. geoffrellus  (Kirby, 1802)
- S. gibbus  (Linnaeus, 1758)
  - = S. tadauchi  Mitai, 2012.
- S. haladai  Warncke, 1992
- S. holgeri Astafurova & Proshchalykin, 2020[20]
- S. hyalinatus  Hagens, 1882
- S. ilyadadaria Astafurova, 2020[19]
- S. intermedius  Blüthgen, 1923
- S. longulus  Hagens, 1882
- S. miniatus  Hagens, 1882
- S. monilicornis  (Kirby, 1802)
- S. olivieri  Lepeletier de Saint Fargeau, 1825
- S. pectoralis  Morawitz, 1876
- S. pellucidus  Smith, 1845
- S. pesenkoi  Astafurova et Proshchalykin, 2018[4] (Кызылординская область)
- S. pinguiculus  Pérez, 1903
- S. pseudoredivivus Astafurova & Proshchalykin, 2020[19]
- S. puncticeps Thomson, 1870
- S. reticulatus  Thomson, 1870
- S. rufiventris  (Panzer, 1798)
- S. saxicolus  Warncke, 1992
- S. scabricollis  Wesmael, 1835
- S. schwarzi  Astafurova et Proshchalykin, 2014
- S. spinulosus  Hagens, 1875
- S. tadschicus  Blüthgen in Popov, 1935
- S. trjapitzini  Astafurova et Proshchalykin, 2018
- S. tibeticus Astafurova & Niu, 2020[20]
- S. turanicus  Astafurova et Proshchalykin, 2017
- Другие виды

### Виды Гималай
- S. albilabris, S. almoransis, S. alternatus, S. binghami, S. bluethgeni, S. cameronii, S. dissimilandus, S. fumipennis, S. gibbus, S. hakkariensis, S. intermedius, S. invidus, S. iridipennis, S. kershawi, S. lasimensis, S. laticeps, S. monilicornis, S. montanus, S. perplexus, S. rufiventris, S. setiger, S. shillongensis, S. sikkimensis, S. simlaensis, S. tantalus, S. turneri[21]